# Bezugsmaterial (Bucheinband)
Bezugsmaterialien in der Buchbinderei umhüllen die Buchdeckel und den Buchrücken als die formgebenden Elemente des Einbandes. Je nach Beschaffenheit erfüllen sie, über ihre verbindende Rolle hinaus, in unterschiedlicher Gewichtung ästhetische oder schützende Funktionen.

## Leder
Der älteste und traditionellste Bezugsstoff ist das Leder. Seine Haltbarkeit ist grundlegend abhängig von seiner Bearbeitung durch unterschiedliche Arten des Gerbens, Spaltens, Bleichens, Färbens und seiner Aufbewahrung. Als Lederlieferanten für Einbände kommen die domestizierten Tierarten Schaf, Ziege, Kalb, Rind und Schwein, sowie Hirsche, Rehe oder anderes Wild in Frage. Einbandleder wurde immer schon vorwiegend aus anderen Ländern importiert. Besonders Ziegenleder ist in seiner Vielfalt einzigartig. Die verschiedenen Sorten unterscheiden sich dabei nicht nur hinsichtlich ihrer Herkunft, sondern auch durch verschiedenste Herstellungstechniken und ihre Narbung. Lediglich bei Rinderhäuten besteht in Deutschland kein Importbedarf.

### Ziegenleder
Ziegenleder ist die, aufgrund ihrer Haltbarkeit, ihrer Stärke, ihrer Geschmeidigkeit und der Vielzahl der Arten, am häufigsten für Bucheinbände verwendete Lederart. 
- Oasenziegenleder wird aus dem Fell der kleinen Sudanziege hergestellt und stammt aus Zentralafrika. Es ist besonders wegen seiner breiten Farbskala und der Naturnarbung beliebt. Karawanenziegenleder, das von Zelt- oder Weidetieren stammt, ähnelt dem Oasenziegenleder, ist aber heute so gut wie nicht mehr erhältlich.
- Nigerziegenleder kommt aus Nigeria und wird dort mittels pflanzlicher Gerbstoffe meist rot gefärbt. Es ist vergleichsweise fetthaltig, dafür aber sehr zäh und haltbar.
- Saffian stammt von europäischen, bevorzugt deutschen oder schweizerischen Ziegen. Es ist sehr feinnarbig und daher leicht zu verarbeiten und zu vergolden. Der Name ist dem früheren Hauptumschlagplatz, der marokkanischen Stadt Safi, entlehnt.
- Ostindischsaffian oder Bocksaffian hingegen stammt von der indischen Steppenziege und zählt zu den meistverwendeten Ledern. Es lässt sich mit Deckfarben spritzen und ist dann aufgrund der glatten Oberfläche leicht zu bearbeiten.
- Maroquin ist ein ursprünglich marokkanisches Ziegenleder, das heute meist von südafrikanischen Ziegenfarmen produziert wird. Teilweise werden die Leder daher auch Kapziegenleder oder Kapsaffian genannt. Die Felle müssen aufgrund ihrer Stärke für die Buchbinderei zunächst ausgefalzt werden, sind aber trotzdem sehr widerstandsfähig und bestechen durch eine sehr ausgefallene Narbung. Vielen gilt es daher als das schönste Buchbinderleder. Eine Sonderform stellt das sogenannte Maroquin-ecrasé dar. Die Narben werden dabei durch Flachpressung niedergedrückt (ecrasiert) und wirken dadurch dunkler.
- Schottisches Savannenziegenleder ist verhältnismäßig neu in der deutschen Buchbinderei. Es ist relativ großnarbig und stumpf, wird aber wegen seiner großen Felle trotzdem angenommen.

### Schafleder
Schafleder hat durch seine lockere Faserung eine relativ weiche Griffigkeit und kann bei guter Gerbung sehr haltbar sein. Es ist das billigste der in der Buchbinderei eingesetzten Ledersorten und wird daher häufig bis zur Unkenntlichkeit weiterverarbeitet. Als Spaltleder findet es Verwendung beim Ledermosaik oder für Titelschilder, es kann aber auch mit Säuren marmoriert oder durch Aufprägen einer künstlichen Narbung als Imitation eines anderen Leders eingesetzt werden. Französisches Schafleder wird auch mouton genannt.
- Bastardleder stammt vom indischen Bastardschaf, das statt Wolle Haare, wie eine Ziege, hat. Es ist daher vergleichsweise glatt, kommt aber nur für kleinere Arbeiten, wie Alben oder Kalender in Frage. Bockleder ist ein Bastardleder, das durch Prägung den Anschein körniger Narbung erwecken soll. Es wird vor allem in der industriellen Buchbinderei eingesetzt.
- Schafleder von deutschen, argentinischen oder australischen Tieren ist weich, dehnt sich aber auch stark und reißt daher leicht. Es eignet sich nur für billige Einbände und wird daher in der Handbuchbinderei so gut wie gar nicht verwendet.
- Bisonleder ist entgegen der naheliegenden Vermutung kein Büffelleder, sondern eine besonders zugerichtete Variante kräftigen Schafleders.

### Kalb- und Rindleder

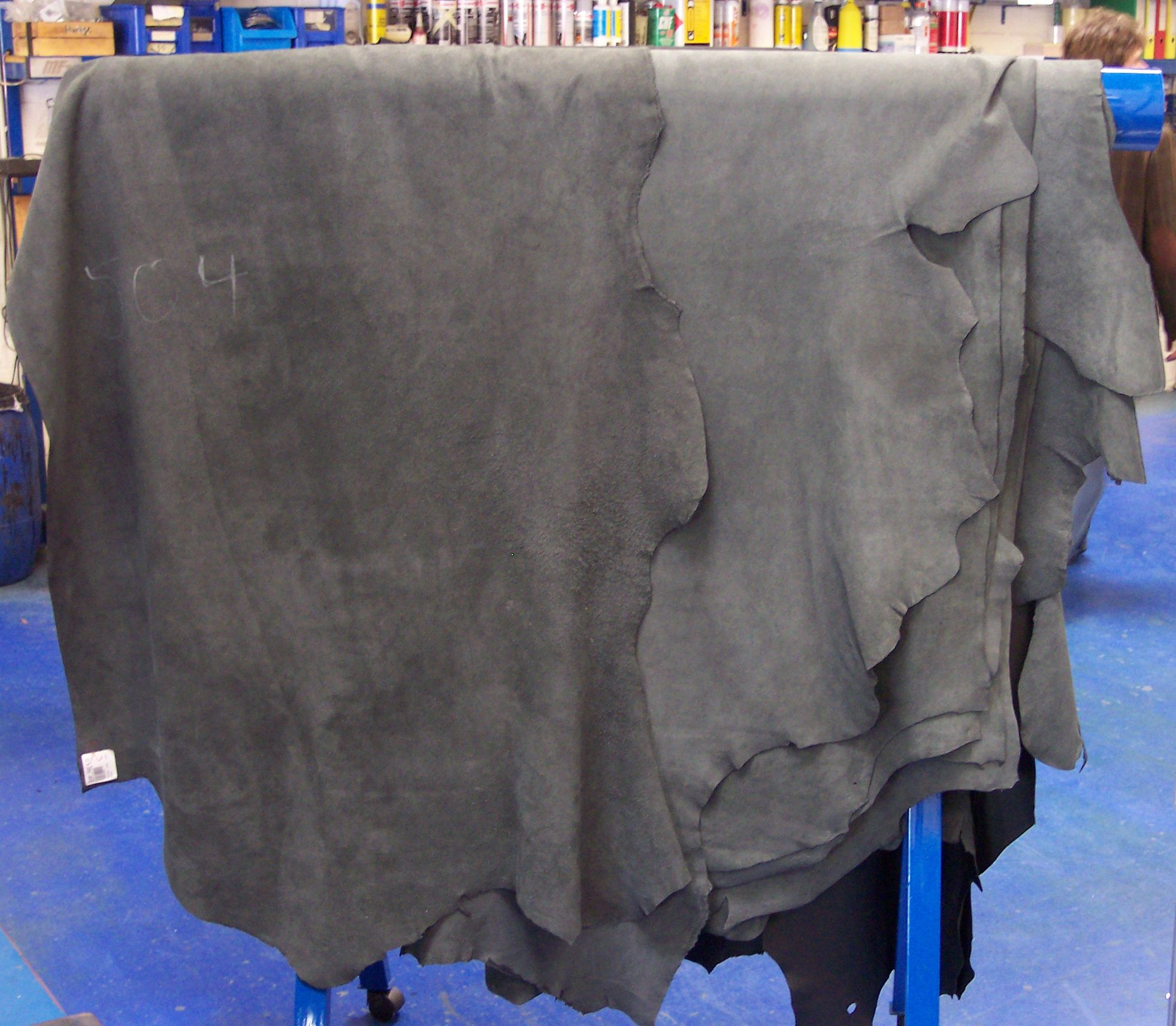
Lederfelle vor der Verarbeitung

Kalbleder ist ein sehr glattes und feines Leder, das traditionell für bibliophile Einbände verwendet wird. Das Fell fünf bis sechs Wochen alter Kälber gilt als besonders qualitativ. Nach lohgarer Gerbung ist es meist hellbraun und eignet sich gut zur Blindprägung. Im gefärbten Zustand bringt es Vergoldungen hervorragend zu Geltung und ist deshalb besonders seit der Renaissance ein beliebtes Einbandmaterial. Die Hochphase des Kalbslederbandes liegt jedoch im England und Frankreich des 17. und 18. Jahrhunderts. In Deutschland ist seine alltägliche Nutzung als Einbandmaterial bis weit in das 19. Jahrhundert üblich gewesen.
Rindleder ist ein sehr starkes und haltbares Material und wurde deshalb besonders im 15. und 16. Jahrhundert für große und schwere Bücher sowie Gebrauchseinbände verwendet. Durch seine Dicke eignete es sich in der modernen Buchgestaltung darüber hinaus gut für Lederschnitt und Lederplastik und zählte in diesem Zusammenhang zu den beliebtesten Ledersorten.
Aber auch heute noch finden Rinderhäute, begünstigt durch den relativ niedrigen Preis, in der Buchbinderei vielfache Anwendung. In der Regel werden sie gespalten verarbeitet, wobei die Narbenseite der Fleischseite bei der Einbandgestaltung vorgezogen wird.

### Schweinsleder
Schweinsleder gehört ebenfalls zu den besonders zähen und dauerhaften Ledersorten. In der Regel wird es importiert, da in Westeuropa die Schweinehaut bei der Fleischproduktion meist mitverarbeitet wird. Schweinsleder ist besonders leicht zu erkennen, da die Borsten der Tiere in der Lederhaut in Dreiergruppen zusammenstehende Poren bilden. In der Buchbinderei unterscheidet man zwischen zwei verschiedenen Bearbeitungszuständen. Naturelles Schweinsleder wurde früher bevorzugt mit Gerbstoffen aus der Eichenrinde, heute aber auch mit anderen pflanzlichen Stoffen oder synthetischen Gerbstoffen, behandelt. 
Das im 16. Jahrhundert vielfach verwendete weiße Schweinsleder hingegen wird mit Alaun und Kochsalz gegerbt. Es wird dadurch sehr hart und erfordert besonders beim Einschlagen der Deckel größeren Kraftaufwand und Geschick. Durch Alterung und Benutzung dunkelt weißes Schweinsleder nach und kann zwischen gelb und schwarz-braun sämtliche Farbnuancen annehmen. Fälschlicherweise wird daher oft angenommen, es sei gefärbt oder durch pflanzliche Gerbung behandelt worden.

### Sonderformen
Neben den erwähnten Ledersorten kommen seltener auch die sogenannten Rau-, Samt- oder Wildleder zum Einsatz. Entgegen der vom Namen herleitenden Vermutung, werden sie nicht nur von Wildtieren gewonnen. Abgesehen vom Schwein kann jedes Tier als Lieferant für die geschmeidigen Nubuk- oder Veloursleder herhalten. Echtes Wildleder jedoch stammt von Hirschen, Gämsen, Gazellen oder Rehen. In der Buchbinderei ist seine Verwendung als Einbandstoff selten, vielfach werden sie aber als Futterleder für Schachteln oder Kassetten herangezogen.
Eine wirkliche Ausnahme stellen die sogenannten anthropodermischen Einbände dar. Legenden über das Gerben von Menschenhaut existieren zwar in allen Kulturen, überliefert sind Einbände aus diesem Material aber nur äußerst selten. Lediglich aus dem 19. Jahrhundert sind einige Exemplare belegt, teils von bekannten Buchbindern gefertigt, zum Großteil jedoch mit dem Ziel, Schauer und Grauen zu erregen oder politische Ziele zu untermauern, hergestellt.

## Pergament

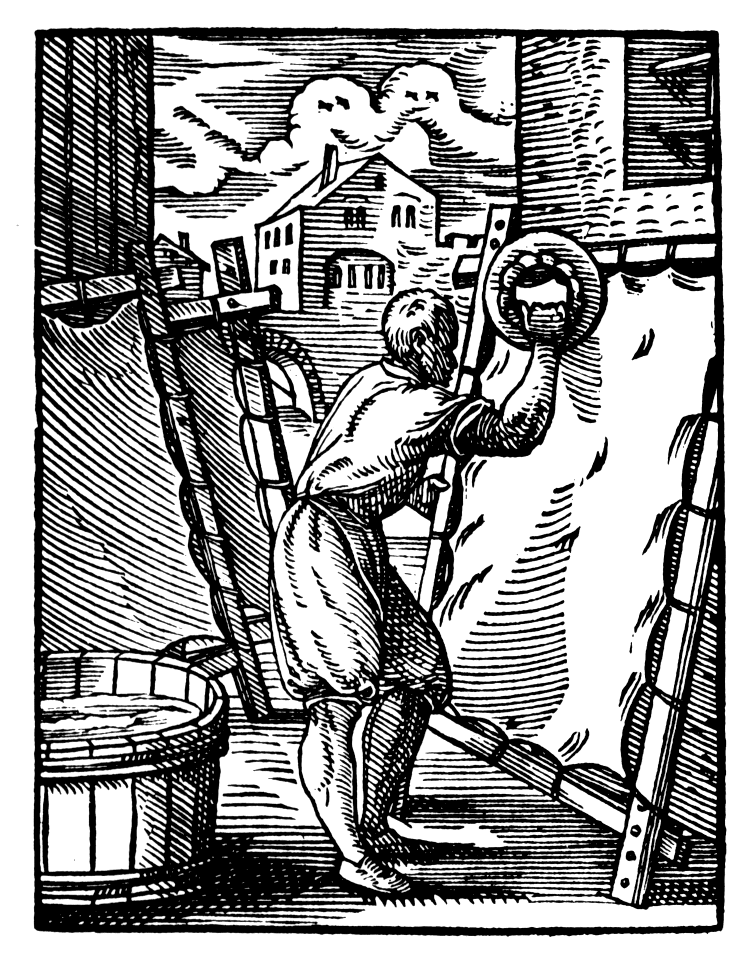
Pergamentherstellung um 1568

Pergament ist neben Leder eines der wertvollsten Einbandmaterialien. Vor allem im 16. und 17. Jahrhundert wurde es häufig zum Einbinden von Büchern und Akten verwendet. Seine Vorzüge sind außerordentliche Festigkeit und Unverwüstlichkeit, was seine Beliebtheit als Material für Gebrauchseinbände und Koperte erklärt. Heute kommt in der Regel nur noch der Restaurator mit Pergament als Bezugsstoff in Berührung. 
- Kalbspergament ist die am besten für den Bucheinband geeignete Sorte. In Frage kommen dabei sowohl Häute von geschlachteten Tieren, in leuchtendem Weiß mit feiner Maserung, als auch solche verendeter Kälber, bei denen das geronnene Blut auf dem natürlich gefärbten Pergament dunkle, auffallende, feinverästelte Adern hinterlässt. Da diese in der Lederfabrikation meist als Ausschuss abfallen, gibt es verhältnismäßig mehr Pergamente von verendeten als von geschlachteten Tieren.
- Ziegenpergament zeigt eine ähnliche Aderung wie das Kalbspergament, allerdings nicht so intensiv und dunkel. Die beim Leder beliebte Porenstruktur tritt auch hier zu Tage. Stammt die Haut von einem gescheckten Tier, ist die Musterung auch auf dem Pergament zu sehen. Im Falle einer schönen Zeichnung schabt man die Narbenseite daher weniger ab, um die Flecken zu erhalten.
- Schafpergament ist vergleichbar mit dem entsprechenden Leder eher ausdruckslos und kommt daher nur für billige Einbände zum Einsatz. Es ist außerdem eher dünnhäutig und neigt daher zum Reißen.

## Textile Einbandstoffe
Textile Bezugsstoffe gehören heute neben Papier zu den häufigsten Materialien in der Buchbinderei. Es gibt sie in vielen verschiedenen Qualitäten und Farben, oft appretiert, meist papierkaschiert oder in anderer Weise für die Anforderungen moderner Buchbinderei weiterverarbeitet. Im Vergleich zu Leder oder Pergament sind Gewebe als Bezugsstoffe historisch relativ jung und eng mit der Entwicklung des Verlegereinbandes verknüpft. Lediglich teure Materialien wie Samt oder Seide haben vor dem 19. Jahrhundert eine Rolle gespielt.
- Kaliko oder Buchbinderkaliko war das erste spezielle Einbandgewebe und kam in den 1820er Jahren zuerst in England und ab den 1840er Jahren auch in Deutschland auf. Die massenhafte Produktion von Büchern in Großbetrieben wurde durch die Einführung von Kaliko wesentlich mitgetragen, da es sich gut verarbeiten ließ und billig in der Anschaffung war. Erst gegen Ende des 19. Jahrhunderts traten andere Gewebe hinzu, die seiner vorherrschenden Rolle gerecht wurden. Ursprünglich sehr wasserempfindlich, ist das heute unter dem Namen Kaliko vertriebene Baumwollgewebe durch starke Appretur unempfindlich gemacht.
- Mattgewebe besteht ebenfalls aus Baumwolle und ist nur inwendig appretiert, so dass die Stoffstruktur nach außen hin sichtbar wird. Es ist sowohl mit leicht offener Struktur als auch mit dichter, glatter Oberfläche erhältlich. In der Regel kommt es nur papierkaschiert auf den Markt.
- Feingewebe, wie Batist, kann sowohl aus matter Baumwolle als auch aus glänzendem Zellwollgewebe (Viskose) bestehen. Das verwendete Garn ist dabei besonders zart, die Fadendichte dafür sehr hoch, so dass ein dünnes, aber doch festes Material entsteht.
- Buckram dagegen ist ein sehr kräftiges, stark appretiertes Gewebe, das aus Baumwolle, Leinen oder einer Verbindung der beiden Materialien bestehen kann. Es ist äußerst strapazierfähig und kommt daher besonders bei umfangreichen Ausgaben zum Einsatz.
- Bibliotheksgewebe ist ein speziell für Bücher mit hohem Gebrauchswert entwickeltes Material. Lexika, wissenschaftliche Literatur oder Bibliothekseinbände werden durch seine glatte, abwaschbare Oberfläche vor Abnutzung und Gebrauchsspuren geschützt.
- Büchertuch nennt sich eine bestimmte Art ebenfalls besonders haltbaren Gewebes aus Baumwolle, Halbleinen oder Ganzleinen. Es ist meist dunkelgrün oder schwarz und wird bevorzugt für Geschäftsbücher, aber auch für Bibliotheksbände oder Ordner verwendet.
- Leinengewebe wird in der modernen Buchbinderei so gut wie nicht mehr eingesetzt. Im Gegensatz zu Baumwollfäden sind Leinenfäden knotig und unregelmäßig in ihrer Stärke, so dass das Gewebe durch seine recht grobe Struktur leicht auffällt.
- Viskose ist ein noch sehr junges Einbandmaterial. Seine offene Gewebestruktur verlangt nach einer Papierkaschierung. Durch seine Farbbrillanz und die leicht glänzende Oberfläche wird es aber immer beliebter.
- Moleskin ist ein sehr dichtes und weiches Baumwollgewebe. Während an der Oberfläche durch Sengen die abstehenden Fasern verbrannt werden, wird die Unterseite aufgeraut, um es weicher und klebstoffaufnahmefähiger zu machen. Der Haupteinsatzbereich von Moleskin sind  Geschäftsbücher. Lasting ähnelt Moleskin, verzichtet aber auf das Aufrauen und wird im Gegenzug kaschiert.
- Perkalin ist ein Batist aus Baumwolle (Perkal) mit starker Appretur, das sehr detailreiche Oberflächenbearbeitungen ermöglicht, zum Beispiel mittels Dampfprägung. Je nach Formulierung der Appretur können sehr unterschiedliche Oberflächen von Seiden- bis Kunstlederoptik erzielt werden. Viele der unter der Bezeichnung Kaliko im Antiquariatshandel angebotenen Einbände sind tatsächlich aus Perkalin.

## Papier
Papier ist heute nach den unterschiedlichen Gewebearten das am häufigsten verwendete Bezugsmaterial. Dabei kann es entweder beim Ganzpapierband allein verwendet werden oder beim Halbband neben einem hochwertigeren Material als Bezug der Deckel dienen. Überzugspapiere sind im Vergleich zu Papieren für den Druck, Schreibpapieren oder Zeichenpapieren wesentlich stärker weiterverarbeitet. Sie müssen reiß- und falzfest sein, alterungsbeständig und farbecht, kratz- und scheuerfest, schmutzabweisend, schimmelpilzresistent und noch einiges mehr. Vielfach sind diese Papiere daher mit anderen Faserstoffen angereichert, imprägniert und verhornt. Auch eine Prägung zur Imitation von Leder oder Gewebestrukturen ist nicht selten. Im Grunde kann kaum noch von Papier gesprochen werden, vielmehr müsste von Materialien auf Papierbasis die Rede sein. Bezeichnungen wie Elefantenhaut oder Antilopenhaut spiegeln die Eigenschaften dieser Materialien wider.
Historisch gesehen spielten Marmorpapiere und Kleisterpapiere, bei künstlerischen Buchgestaltungen Japanpapiere, eine wichtige Rolle. Seit dem Industriezeitalter gab es eine große Zahl verschiedener Überzugspapiere mit speziellen dekorativen Effekten, wie die Rizzi-Papiere, Moirépapiere oder das Gustavmarmorpapier, die allgemein unter dem Begriff Buntpapiere geführt werden. Manche Papiersorten waren eine Modeerscheinung und traten nur in engen zeitlichen Zusammenhängen auf. Die Anwendungsgepflogenheiten von Buntpapieren als Bucheinbandmaterial sind mitunter regional oder nach einzelnen Werkstätten differenziert verwendet worden.

## Kunststoffe
Kunststoffbeschichtete Einbandmaterialien sind in der Regel als Kunstleder bekannt. Dabei sind es nicht nur Lederstrukturen, die durch Prägung imitiert werden können, sondern auch Gewebe oder andere Naturmaterialien. Aufgebaut sind solche Einbandstoffe aus einem Trägermaterial, das sowohl aus Gewebe oder Kunstfasern, als auch aus Vlies oder Papier bestehen kann, und der namensgebenden Schicht aus Kunststoff. Diese kann durch Lackieren, Bestreichen, Gießen oder Walzen aufgetragen werden und besteht entweder aus Nitro-Zellulose, PVC oder PVDC.
Frühe Formen von Kunststoffen wie Zelluloid wurden ab Ende des 19. Jahrhunderts als Gestaltungselemente von Bucheinbänden zunächst vorwiegend applikativ eingesetzt, da noch die Elastizität der Kunststoffmaterialien fehlte.